# Paamiut

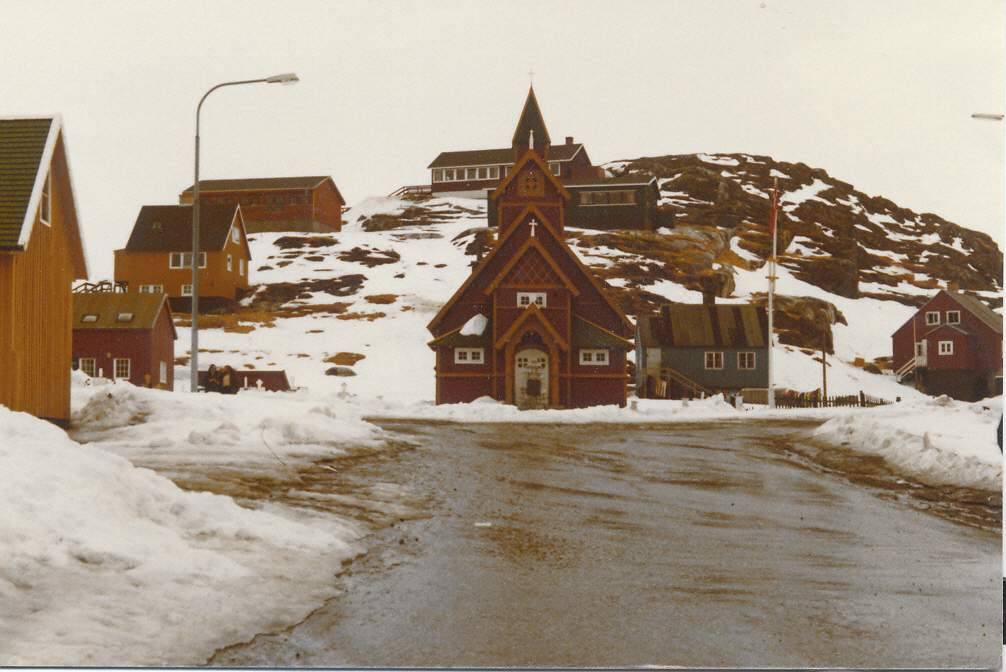
Paamiut w 1980 roku

Paamiut, duń. Frederikshåb – miasto na południowo-zachodnim wybrzeżu Grenlandii, w gminie Sermersooq. Jest położone przy ujściu fiordu Kuanneersoq, w odległości ok. 260 km na południe od stolicy kraju Nuuk. Dlatego grenlandzka nazwa Paamiut oznacza "ci, którzy mieszkają u ujścia". Jego duńska nazwa Frederikshåb pochodzi od imienia króla  Frederika V.
W mieście znajduje się port lotniczy, port morski oraz stacja radiolokacyjna.

## Historia
Pierwsi ludzie mogli dotrzeć do północno-zachodniego wybrzeża Grenlandii z Azji poprzez Cieśninę Beringa i Amerykę Północną już ponad 4000 lat temu. Obszar dzisiejszego Paamiut jest zamieszkiwany od ok. 3500 lat.
W roku 1612 angielski podróżnik James Hall opłynął wybrzeże Paamiut i nazwał je "Land of Comfort" ("Kraj komfortu"). Paamiut zostało założone w 1742 roku.

## Gospodarka
Głównymi gałęziami gospodarki Paamiut jest rybołówstwo, m.in. połów fok i wielorybnictwo. Port morski jest wolny od lodu przez cały rok.

## Sport
W mieście znajduje się największa hala sportowa na Grenlandii a także klub sportowy Nattoralik N-45 (słowo 'nattoralik' oznacza 'bielik zwyczajny').

## Fauna
W Paamiut i okolicy znajduje się największa na Grenlandii populacja bielika zwyczajnego. Są także foki i wieloryby.

## Populacja
Według danych oficjalnych wg stanu w marcu 2014 roku liczba mieszkańców wynosiła 1539 osób.

## Klimat
Paamiut znajduje się na południowo-zachodnim wybrzeżu, około 500 km na południe od linii koła podbiegunowego. Panuje tam klimat subpolarny. Średnie temperatury wynoszą: w lipcu 10 °C (dzień), 4 °C (noc) oraz w styczniu i lutym -3 °C (dzień), -10 °C (noc)